# Liste der Baudenkmale im Landkreis Grafschaft Bentheim
Die Liste der Baudenkmale im Landkreis Grafschaft Bentheim enthält die nach dem Niedersächsischen Denkmalschutzgesetz geschützten Baudenkmale im niedersächsischen Landkreis Grafschaft Bentheim. 
Der Übersicht und Länge halber ist die Liste nach den Städten und Gemeinden des Landkreises separiert. Diese Einteilung findet sich in der folgenden Tabelle, in der zu jedem Eintrag, soweit möglich, ein exemplarisches Foto eines Baudenkmals aus der jeweiligen Stadt oder Gemeinde zu finden ist.
| Bild | Stadt/Gemeinde | Karte | Liste                                                | Ortsteile |
| ---- | -------------- | ----- | ---------------------------------------------------- | --------- |
|      | Bad Bentheim   |       | Liste der Baudenkmale in Bad Bentheim                |           |
|      | Emlichheim     |       | Liste der Baudenkmale in Emlichheim                  |           |
|      | Engden         |       | Liste der Baudenkmale in Engden                      |           |
|      | Esche          |       | Liste der Baudenkmale in Esche (Grafschaft Bentheim) |           |
|      | Georgsdorf     |       | Liste der Baudenkmale in Georgsdorf                  |           |
|      | Getelo         |       | Liste der Baudenkmale in Getelo                      |           |
|      | Gölenkamp      |       | Liste der Baudenkmale in Gölenkamp                   |           |
|      | Halle          |       | Liste der Baudenkmale in Halle (bei Neuenhaus)       |           |
|      | Hoogstede      |       | Liste der Baudenkmale in Hoogstede                   |           |
|      | Isterberg      |       | Liste der Baudenkmale in Isterberg                   |           |
|      | Itterbeck      |       | Liste der Baudenkmale in Itterbeck                   |           |
|      | Laar           |       | Liste der Baudenkmale in Laar (Grafschaft Bentheim)  |           |
|      | Lage           |       | Liste der Baudenkmale in Lage (Dinkel)               |           |
|      | Neuenhaus      |       | Liste der Baudenkmale in Neuenhaus                   |           |
|      | Nordhorn       |       | Liste der Baudenkmale in Nordhorn                    |           |
|      | Ohne           |       | Liste der Baudenkmale in Ohne                        |           |
|      | Osterwald      |       | Liste der Baudenkmale in Osterwald                   |           |
|      | Quendorf       |       | Liste der Baudenkmale in Quendorf                    |           |
|      | Ringe          |       | Liste der Baudenkmale in Ringe (Niedersachsen)       |           |
|      | Samern         |       | Liste der Baudenkmale in Samern                      |           |
|      | Schüttorf      |       | Liste der Baudenkmale in Schüttorf                   |           |
|      | Uelsen         |       | Liste der Baudenkmale in Uelsen                      |           |
|      | Wielen         |       | Liste der Baudenkmale in Wielen                      |           |
|      | Wietmarschen   |       | Liste der Baudenkmale in Wietmarschen                |           |
|      | Wilsum         |       | Liste der Baudenkmale in Wilsum                      |           |